# 성자 (기독교)
성자(Son of God, 신의 아들)란 고대 사회에서 왕을 일컫는 표현으로서 기독교에서 성부의 신적 아들로서 예수 그리스도의 신분과 관련된다. 주류 기독교에서는 성자는 삼위일체 하나님의 제 2 위격의 성자의 신분을 언급하는 것이다. 이 용어는 신약성경과 초대 기독교 신학에서 나왔다. 하나님의 아들 또는 주님의 아들은 구약의 여러 본문에서도 발견된다.

## 같이 보기
- 신약 속 예수의 이름과 호칭